# To niemożliwe!
To niemożliwe! (tyt. oryg. Не может быть!) – radziecki film fabularny z 1975 roku, w reżyserii Leonida Gajdaja, na motywach opowiadań Michaiła Zoszczenki.

## Opis fabuły
Bohaterem pierwszej historii (Zbrodnia i kara) jest nieuczciwy magazynier, który po otrzymaniu wezwania do prokuratury decyduje się sprzedać wszystko, co do tej pory zgromadził, rozwodzi się z żoną i zachęca ją, by wyszła za sąsiada. Ostatecznie i tak trafia do więzienia. Akcja drugiej historii (Zabawna przygoda) rozgrywa się w moskiewskich komunałkach, w których zdrady małżeńskie stają się elementem codzienności, ale po ujawnieniu zdrady także w sposób kolegialny szuka się wyjścia z zaistniałej sytuacji. Bohaterem trzeciej historii (Zdarzenie na ślubie) jest młody mężczyzna, który zamierza ożenić się z dziewczyną, widywaną do tej pory na ulicy, której nie zdążył poznać.

## Obsada
- Nina Grebeszkowa jako Anna
- Wiaczesław Niewinny jako brat żony Gorbuszkina
- Leonid Kurawliow jako Władimir Zawituszkin
- Oleg Dal jako Anatolij Barygin-Amurski
- Jewgienij Żarikow jako Nikołaj
- Natalia Sielezniowa jako Tatiana
- Larisa Jeremina jako Sofia
- Michaił Kokszenow jako sąsiad Sofii
- Walentina Teliczkina jako Katerina
- Gieorgij Wicyn
- Sawielij Kramarow